# Mihai Ivăncescu
Mihai Ivăncescu, né le 22 mars 1942 à Adâncata en Roumanie et mort le 2 janvier 2004 à Brașov en Roumanie, était un footballeur international roumain, qui évoluait au poste de défenseur. 
Il compte trois sélections en équipe nationale entre 1967 et 1968.

## Biographie

### Carrière de joueur
Au cours de sa carrière il dispute un total de 209 matchs en première division roumaine, pour 13 buts inscrits.

### Carrière internationale
Mihai Ivăncescu compte trois sélections avec l'équipe de Roumanie entre 1967 et 1968.
Il est convoqué pour la première fois par le sélectionneur national Angelo Niculescu pour un match amical contre le Zaïre le 24 décembre 1967 (1-1). Il reçoit sa dernière sélection le 5 juin 1968 contre les Pays-Bas (0-0).
Il participe à la Coupe du monde de 1970, compétition lors de laquelle il ne joue aucune rencontre.

## Palmarès
- Avec le Steagul Roșu Brașov :
  - Champion de Roumanie de D2 en 1969